# داراتومومب
داراتومومَب (انگلیسی: Daratumumab) یک داروی ضد سرطان است. این دارو به CD38 متصل می‌شود که تعدادشان، در سلول‌های سرطانی مولتیپل میلوما افزایش یافته‌است. داراتومومب ابتدا توسط شرکت دارویی دانمارکی جنماب ساخته شد و امروزه شرکت جانسن بیوتک امتیاز بازاریابی و فروش آن را در دست دارد.
در سال ۲۰۱۳ میلادی، این دارو، یک درمانِ چشمگیر برای مولتیپل میلوما اعلام شد و برای درمان برخی دیگر از انواع لنفوم غیرهوچکین نظیر «لنفوم منتشر سلول B بزرگ»، «لنفوم فولیکولار» و «لنفوم سلول منتل» هم بکار گرفته می‌شود.

## موارد استفاده
سازمان غذا و داروی آمریکا در نوامبر ۲۰۱۵ میلادی این دارو را جهت درمانِ بیماران مبتلا به مولتیپل میلومایی که دست‌کم ۳ بار پیش از آن درمان شده‌اند، مورد پذیرش قرار داد. در ماه مه ۲۰۱۶ آژانش دارویی اروپا نیز آن را به‌طور مشروط برای درمان مولتیپل میلوما پذیرفت.
در نوامبر ۲۰۱۶، سازمان غذا و داروی آمریکا داراتومومَب را در ترکیب به بورتزومیب و دگزامتازون جهت درمان بیماران مبتلا به مولتیپل میلومایی که یک‌بار پیش از آن درمان شده‌اند، تأیید کرد.
کمیسیون اروپا اجازهٔ بازاریابی آنرا در ۲۰ مه ۲۰۱۶ صادر کرد. در اتحادیه اروپا، بورتزومیب به‌تنهایی یا در ترکیب با داروهای دیگر، جهت درمان مبتلایان به مولتیپل میلومای عودکننده یا مقاوم‌به‌درمان که قبلاً با بازدارندهٔ پروتئازوم و یک داروی تعدیل‌کنندهٔ سیستم ایمنی درمان شده و نشانه‌هایی از پیشرفت بیماری از خود نشان داده‌اند، بکار می‌رود.

## تداخلات مهم

### تداخل در آزمایش‌های سازگاری خون
داراتومومب به CD38 متصل می‌شود که بر روی سطح گلبول‌های قرمز انسان موجود است. این موضوع موجب اختلال در آزمایش‌های آنتی‌بادی مهم سطحی در تعیین گروه خونی می‌شود. در نتیجه شایسته‌است که تمامی بیماران قبل از دریافت این دارو، تحت یک بررسی و آزمایش آنتی‌ژن‌های سطحی گلبول قرمز و آنتی‌بادی‌های خونی قرار گیرند تا در صورت نیاز به تزریق خون در آینده، دچار مشکلِ تعیین نوع خون نشوند.

### تداخل در آزمایش‌های فلو سایتومتری
این دارو همچنین در ارزیابی‌های فلو سایتومتری برای مولتیپل میلوما تداخل ایجاد می‌کند به نحوی که به نظر می‌رسد پلاسماسل موجود نیست.